# Currie Cup 1922
La Currie Cup de 1922 fue la decimotercera edición del principal torneo de rugby provincial de Sudáfrica.
El campeón fue el equipo de Transvaal quienes obtuvieron su primer campeonato.

## Sistema de disputa
El torneo se disputó en formato liga donde cada equipo se enfrentó a los equipos restantes, obteniendo 2 puntos por victoria, 1 por empate y 0 por la derrota.

## Clasificación
| Pos. | Equipo            | Encuentros | Encuentros | Encuentros | Encuentros | Tantos | Tantos | Tantos | Puntos |
| Pos. | Equipo            | PJ         | PG         | PE         | PP         | F      | C      | Dif    | Puntos |
| ---- | ----------------- | ---------- | ---------- | ---------- | ---------- | ------ | ------ | ------ | ------ |
| 1.º  | Transvaal         | 8          | 6          | 1          | 0          | 84     | 9      | +75    | 13     |
| 2.º  | Western Province  | 8          | 5          | 1          | 1          | 69     | 29     | +40    | 11     |
| 3.º  | Natal             | 7          | 5          | 0          | 2          | 72     | 35     | +37    | 10     |
| 4.º  | Western Transvaal | 7          | 2          | 2          | 3          | 50     | 32     | +18    | 6      |
| 5.º  | Griqualand West   | 7          | 2          | 1          | 4          | 29     | 47     | -18    | 5      |
| 6.º  | Orange Free State | 7          | 1          | 2          | 4          | 19     | 64     | -45    | 4      |
| 7.º  | Border            | 7          | 1          | 2          | 4          | 34     | 99     | -65    | 4      |
| 8.º  | Eastern Province  | 7          | 1          | 1          | 5          | 29     | 71     | -42    | 3      |

## Campeón
| Bandera de Sudáfrica |
| Campeón Transvaal    |
| Primer título        |